# Fabio Trentini
Fabio Trentini (* 17. Dezember 1968 in Rom) ist ein italienischer Musikproduzent und Bassist. Er produzierte u. a. die Guano Apes.

## Lebenslauf
Mit dreizehn Jahren lernte Trentini Bassgitarre spielen. In seiner Jugend spielte er in mehreren italienischen New-Wave und Jazz-Rock-Bands. 1991 zog er nach Göttingen in Niedersachsen.
Im April 1994 arbeitete er als Co-Producer der Guano Apes und vorproduzierte ihr erstes Album Proud Like a God. Zusammen mit Wolfgang Stach produzierte Trentini im Mai 1999 das zweite Album der Guano Apes Don’t Give Me Names. Außerdem spielte er Bass bei Marco Minnemanns Projekten Illegal Aliens und Comfortably Homeless.
2000 arbeitete er mit den Donots an deren Album Pocketrock, mit Glow an deren Album Every Single Day und mit New Rock Conference an der Single Heal Yourself. 2001 verbrachte er einige Wochen in den Miraval Studios in Frankreich und in den Galaxy Studios in Belgien. Mit Paddy Kelly und Marco Minnemann arbeitete Trentini an deren Soloalbum. Im Sommer 2001 produzierte er die Band LAW (Life After Weekend) und Demos für die Donots und die Guano Apes.
Im Winter 2001/2002 produzierte er mit den Donots im Horus Sound Studio deren Album Amplify the Good Times. Zwischen April und November 2002 produzierte er das dritte Album der Guano Apes Walking on a Thin Line. Außerdem spielte Trentini Bass für das Projekt Underwater Circus und produzierte zwei Songs der Band Uncle Ho. Als Bassist war er zusammen mit Marco Minnemann bei der Jazz-Rock-Band Broken Orange tätig. Er produzierte im selben Jahr das Debütalbum Ultrawide von Black Milk.
Im Sommer 2003 ging Trentini mit den H-Blockx auf Festival-Tour. Nebenbei arbeitete er an einem Pop-Rock-Projekt namens Disarmed. Im November und Dezember produzierte er das Album Got the Noise der Donots.
Zwischen 2004 und 2005 arbeitete er erneut mit den H-Blockx im Studio und live. Zusammen nahmen sie das Album No Excuses auf. Weiterhin produzierte er in dieser Zeit die italienische Band Mas Ruido in den Dorian Gray Studios. Im Winter 2005/2006 arbeitete er mit Sasha als Co-Produzent und Bassist (LP Open Water), 2006 mischte und co-produzierte er mit Tuner deren Album Pole, und spielte er weiterhin Bass für H-Blockx, speziell im Studio (LP Open Letter to a Friend).
2007 verließ Trentini die H-Blockx, produzierte die Schweizer Pop-Rock-Band Dada (ante portas), arbeitete er zusammen mit den Gründungsmitgliedern der Guano Apes Dennis Poschwatta, Stefan Ude, Henning Rümenapp und USA Sänger Charles Simmons an der Band iO, und spielte er Bass für die Metal-Band Subway to Sally (LP Bastard). Im selben Jahr entstand Trentinis Soloprojekt Moonbound.